# Mariann Aalda
 (avril 2023).
Si vous disposez d'ouvrages ou d'articles de référence ou si vous connaissez des sites web de qualité traitant du thème abordé ici, merci de compléter l'article en donnant les références utiles à sa vérifiabilité et en les liant à la section « Notes et références ».
Mariann Aalda, née le 7 mai 1948, est une actrice américaine de télévision, de théâtre, de cinéma et de stand-up.

## Biographie
Mariann Aalda est surtout connue pour son rôle de DiDi Bannister-Stoner dans The Edge of Night de 1981 à 1984 , diffusée sur TV. Pendant de nombreuses années, elle a été écrivain-interprète au sein de la troupe de comédie Off Center Theatre à New York. Plus tard, elle est apparue dans l'émission de CBS Guiding Light. Elle a également eu des rôles réguliers dans la sitcom, The Royal Family, diffusée sur CBS. Elle y a joué la fille de Redd Foxx et Della Reese et de la série HBO 1st Ten, en tant qu'épouse du personnage d'O. J. Simpson.
Aalda a également acquis une notoriété via la sitcom de CBS, Femmes d'affaires et Dames de cœur, en tant que petite amie yuppie-from-hell d'Anthony, Lita Ford, et dans le feuilleton diffusé sur NBC, Sunset Beach. Elle a également co-animé l'émission Designs for Living sur le réseau américain et a été journaliste pour l'émission de magazine NOW! sur WNBC à New York.

## Filmographie partielle

### Au cinéma
- 1978 : The Wiz : Aunt Em's Party
- 1988 : Au fil de la vie (Beaches) : Ticket Seller
- 1990 : Pretty Woman : Saleswoman
- 1990 : Personne n'est parfaite (Nobody's Perfect) : Coach Harrison
- 1992 : Class Act : Duncan's Mom
- 2003 :  Diary of a Clippers Fan : Susan (vidéo)
- 2022 : Gumbo (court métrage) : Nadine

### À la télévision

#### Téléfilms
- 1995 : The O. J. Simpson Story (en) de Jerrold Freedman : Eunice Simpson
- 2022 : Ben & Tony : Lori

#### Séries télévisées
- 1981-1984 : The Edge of Night : Didi Bannister (391 épisodes)
- 1985 : What's Happening Now! (en) : Theresa (1 épisode)
- 1986-1987 : 1st & Ten (en) : Ellen Parker (9 épisodes)
- 1986 : Melba (en) : Valerie Hughes (1 épisode)
- 1986 : The Last Precinct : Angela Beauchamp (1 épisode)
- 1988 : Flic à tout faire : McNeil's Date (1 épisode)
- 1989-1990 : Femmes d'affaires et Dames de cœur : Lita Ford (2 épisodes)
- 1989 : The Robert Guillaume Show (en) : Mrs. Peterson (1 épisode)
- 1990-1991 : Haine et Passions : Grace Battles
- 1991-1992 : The Royal Family (en) : Elizabeth Royal Winston (15 épisodes)
- 1994 : Models Inc. : Janet Johnson (1 épisode)
- 1995 : La Vie de famille : Lois (1 épisode : Midterm Crisis)
- 1996 : Capitaine Planète : Salesgirl  (voix, 1 épisode)
- 1996 : Une maman formidable : Student  (non créditée, 1 épisode)
- 1998-1999 : Sunset Beach : Lena Hart  (non créditée, 13 épisodes)
- 1998 : Chicago Hope : La Vie à tout prix : Woman (1 épisode : The Other Cheek)
- 1998 : Les Frères Wayans : Casting Director (1 épisode : Help a Brother Out)
- 2000 : Les Dessous de Veronica : Brian's Mother (1 épisode : Veronica Checks Out)
- 2003 : Les Parker : Hanna Foster (1 épisode : Join the Club)
- 2006 : All of Us (en) : Muriel (1 épisode : He's Gotta Have It)
- 2013-2014 : Blacklist : Mrs. Wempon / Risa Peña (2 épisodes)
- 2015 : Talk to Me, Ginger! : Ginger Peechee-Keane